# Coroa Imperial do Estado

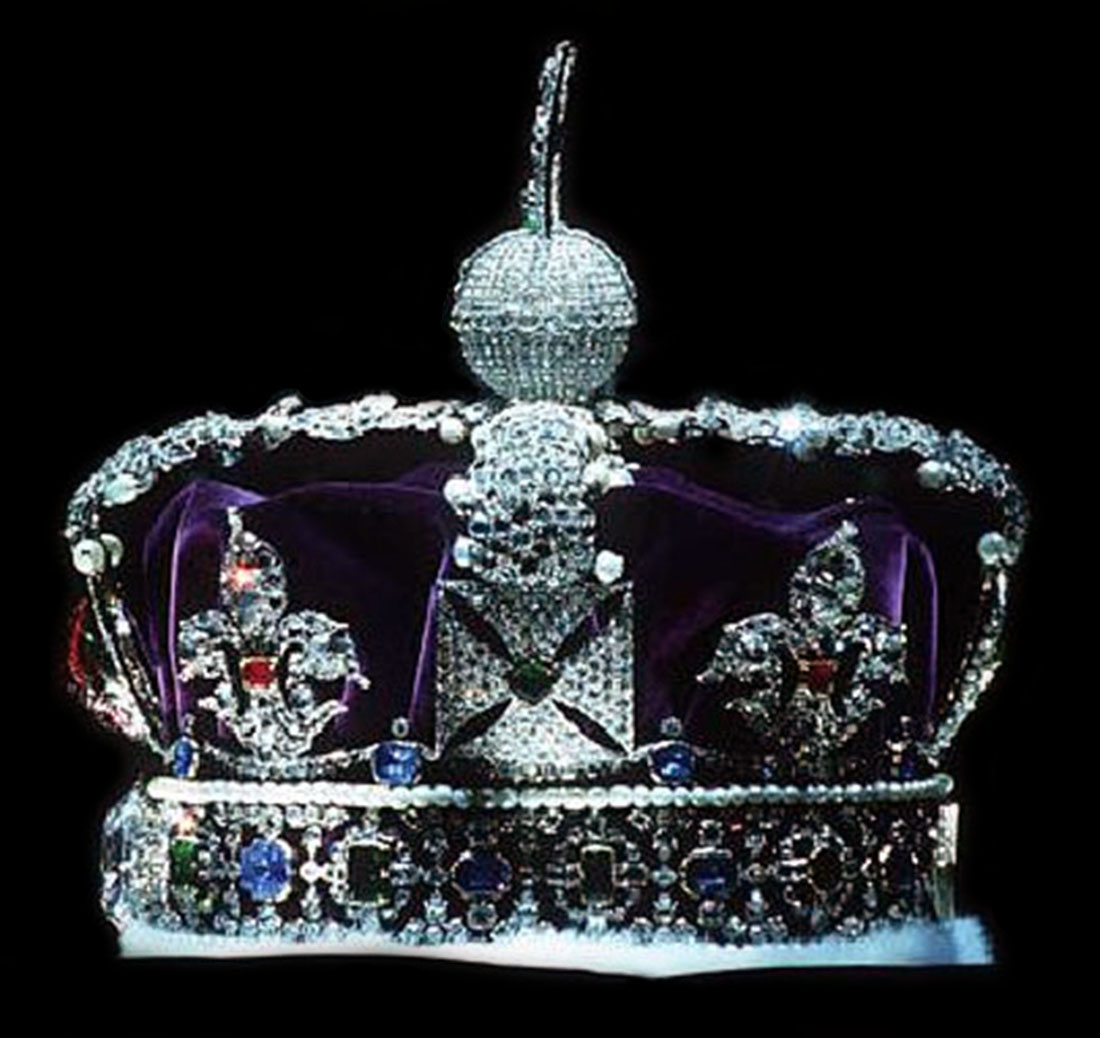
A Coroa Imperial do Estado do Reino Unido.

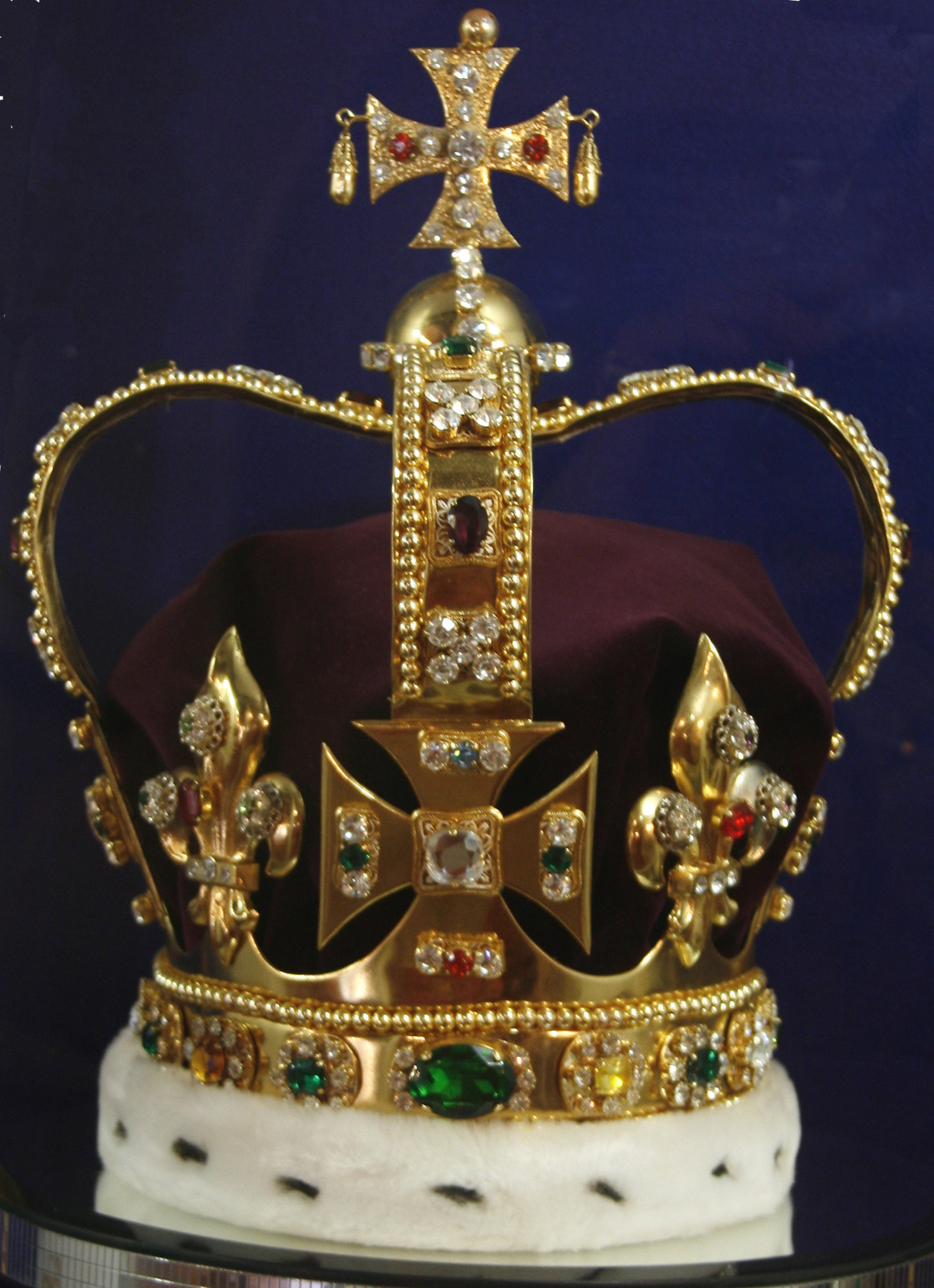
Cópia da Coroa de Santo Eduardo

Imagem bi-dimensional da Coroa de Santo Eduardo

A Coroa Imperial do Estado (em inglês:  Imperial State Crown) é uma das principais joias da Coroa Britânica.  Usa-se principalmente nas Cerimônias de Coroação do Monarca Britânico e da Abertura do Parlamento.  Isto tornou-se ação comum em 1838, a partir da Coroação da Rainha Vitória, substituindo a Coroa de Santo Eduardo, mais pesada, que unicamente se utiliza no momento da Coroação propriamente dita, ou seja, quando o Monarca Ascende ao Trono.
Tem uma altura de 31,5 centímetros e pesa 0,91kg.  
Foi modificada em duas ocasiões: a primeira na Coroação da Rainha Vitória, já que esta se queixava do peso excessivo da Coroa.  Posteriormente foi praticamente refeita pela joalheria Garrard & Co, em 1937, na ocasião da Coroação do Rei Jorge VI.
Tem quatro diademas e 2.868 diamantes, 273 Pérolas, 17 Safiras, 11 esmeraldas e 5 Rubis.  Em sua parte superior se coloca uma cruz e em seu interior uma capa de veludo.

## História

### Origem
A coroa de Santo Eduardo, usada para coroar os monarcas ingleses, era considerada uma relíquia sagrada, mantida no santuário do santo na Abadia de Westminster e, portanto, não usada pelos monarcas em nenhum outro momento. Em vez disso, uma "grande coroa" com cruzes e fleurs-de-lis, mas sem arcos (uma coroa aberta), era o elmo usual de um rei em ocasiões do Estado até a época de Henrique V, que é representado com uma coroa imperial do Estado. arcos de ouro (uma coroa fechada). Os arcos eram um símbolo de soberania e, a essa altura da história, o rei da Inglaterra estava sendo celebrado como rex em regno suo est imperator - um imperador de seu próprio domínio - devendo obediência a ninguém exceto Deus, ao contrário de alguns governantes continentais que devida fidelidade a reis mais poderosos ou ao Sacro Imperador Romano.
Henrique VII, ou seu filho e sucessor Henrique VIII, pode ter encomendado uma versão mais elaborada da coroa estatal, descrita pela primeira vez em detalhes em um inventário de joias reais em 1521, e novamente em 1532, 1550, 1574 e 1597, e incluída em uma pintura de Daniel Mytens de Charles I em 1631. A Coroa Tudor tinha mais pérolas e jóias do que seu antecessor medieval, e as pétalas centrais de cada uma das flores-de-lis tinham imagens de Cristo, a Virgem Maria e São Jorge. A coroa pesava 3,3 kg e tinha 168 pérolas, 58 rubis, 28 diamantes, 19 safiras e 2 esmeraldas. Após a abolição da monarquia e a execução de Carlos I em 1649, a Coroa Tudor foi desmantelada e seus valiosos componentes vendidos por 1.100 libras.

### Restauração aos dias atuais
Após a restauração da monarquia em 1660, uma nova coroa estatal foi feita para Carlos II por Sir Robert Vyner. Cerca de 10 versões da coroa existem desde a restauração. Aquela feita para a Rainha Vitória em 1838 é a base para a coroa de hoje. Feito por Rundell e Bridge em 1838 usando jóias antigas e novas, tinha um gorro de veludo vermelho com borda de arminho e um forro de seda branca. Pesava 39,25 onças troy (43,06 oz; 1.221 g) e foi decorada com 1.363 diamantes de lapidação brilhante, 1.273 de rosa e 147 de mesa, 277 pérolas, 17 safiras, 11 esmeraldas, 4 rubis e o Rubi do Príncipe Negro ( um espinélio). Na inauguração do Parlamento em 1845, o duque de Argyll estava carregando a coroa diante da rainha Vitória quando esta caiu da almofada e quebrou. Victoria escreveu em seu diário, "tudo foi esmagado e esmagado como um pudim que havia se sentado".
As gemas da coroa foram remontadas para a coroação de George VI em 1937 por Garrard & Co. A coroa foi ajustada para a coroação da rainha Elizabeth II em 1953, com o tamanho da cabeça reduzido e os arcos abaixados em 25 mm (1 polegada) para dar uma aparência mais feminina.

## Descrição
A Coroa do Estado Imperial mede 31,5 cm (12,4 pol) de altura e pesa 1,06 kg (2,3 lb), e tem quatro patas de fleurs de lis e quatro patas, suportando dois arcos encimados por um monde e uma cruz pattée. Sua capa de veludo roxo é enfeitada com arminho. A moldura é feita de ouro, prata e platina, e decorada com 2.868 diamantes, 273 pérolas, 17 safiras, 11 esmeraldas e 5 rubis. 
As pedras notáveis são Safira de S. Eduardo na cruz superior, supostamente tiradas do anel de Eduardo, o Confessor, quando ele foi enterrado na Abadia de Westminster em 1163, e Rubi do Príncipe Negro (um grande espinélio) na cruz da frente. Em 1909, o Stuart Sapphire, de 104 quilates (21 g), colocado na frente da coroa, foi movido para as costas e substituído pelo Cullinan II de 317 quilates (63 g). Abaixo do monde há quatro pérolas, três das quais dizem que pertenceram à rainha Elizabeth I, mas a associação é quase certamente errônea.

## Uso
A coroa é usada pelo monarca ao deixar a Abadia de Westminster no final de sua coroação. Ele também é usado ou transportado na abertura anual do Parlamento, embora em 1974 e 2017, quando eleições gerais foram realizadas, a rainha Elizabeth II optou por usar um chapéu. Normalmente, a coroa é levada para o Palácio de Westminster sob guarda armada em sua própria carruagem e colocada na Sala de Vestir, onde a Rainha veste suas vestes e coloca a coroa antes de dar seu discurso ao Parlamento. Se uma Abertura do Estado ocorrer antes de uma coroação, a coroa é colocada sobre uma almofada ao lado do monarca. Em 1689, uma semana depois de ter sido proclamado rei, Guilherme III usou sua coroa no Parlamento para aprovar a Lei de Reconhecimento da Coroa e do Parlamento de 1689. Quando não está em uso, a Coroa Imperial de Estado está em exibição pública na Jewel House na Torre de Londres.

## Galeria

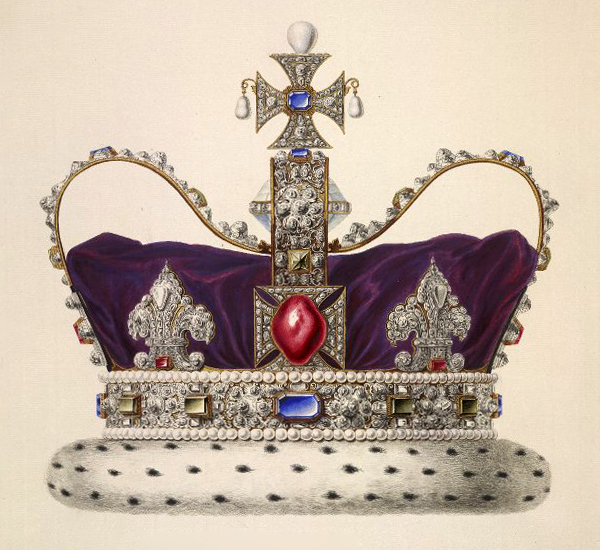
A frente da coroa do estado de Jorge I, 1714.
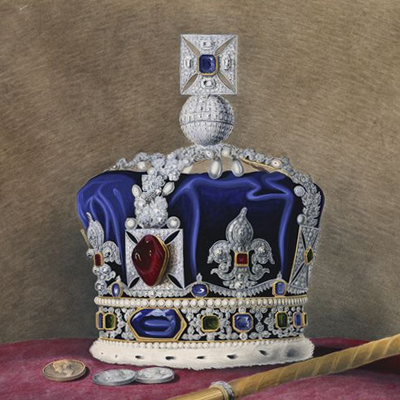
Coroa da Rainha Vitória feita em 1838.
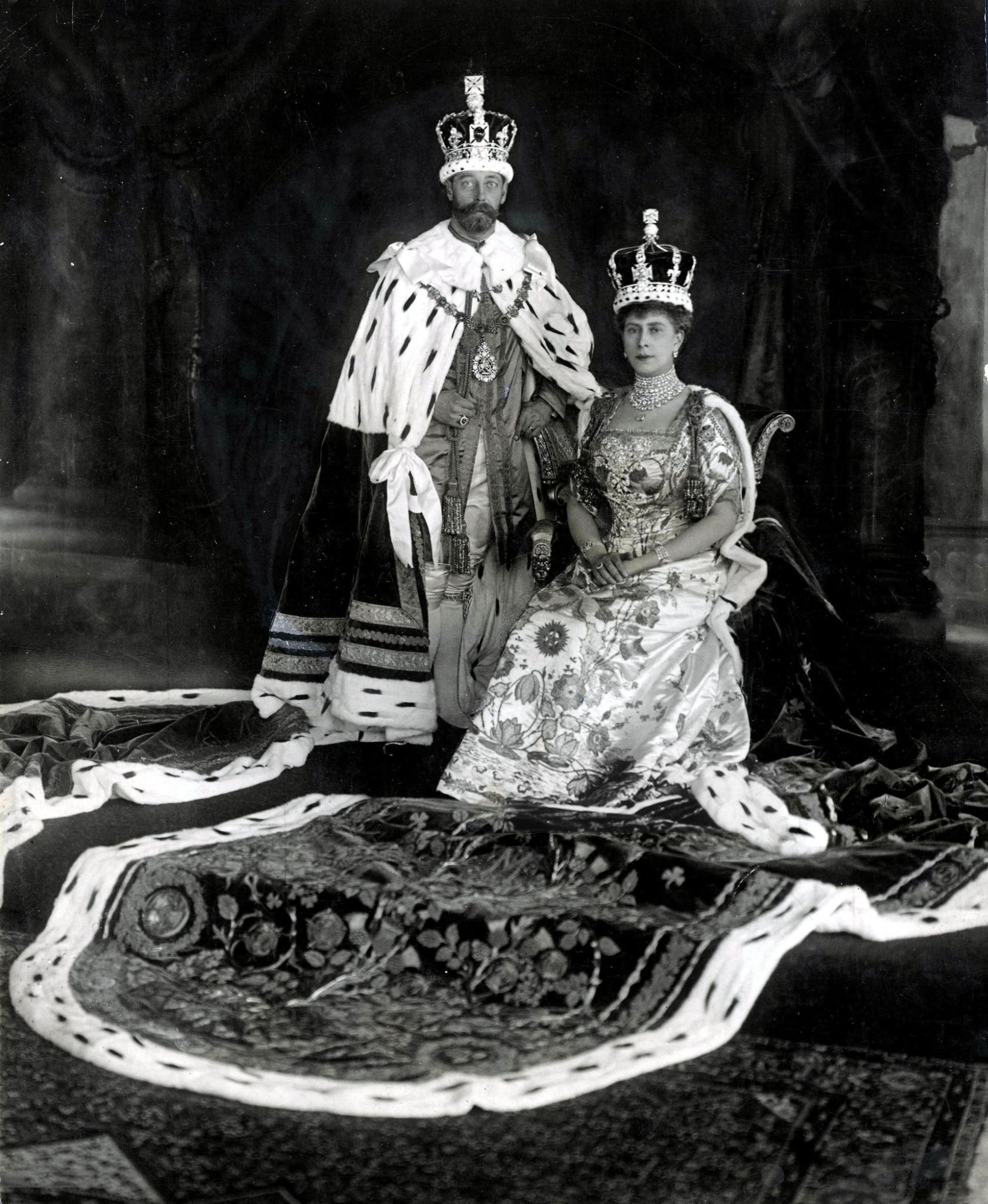
Jorge V vestindo a coroa em 1911.
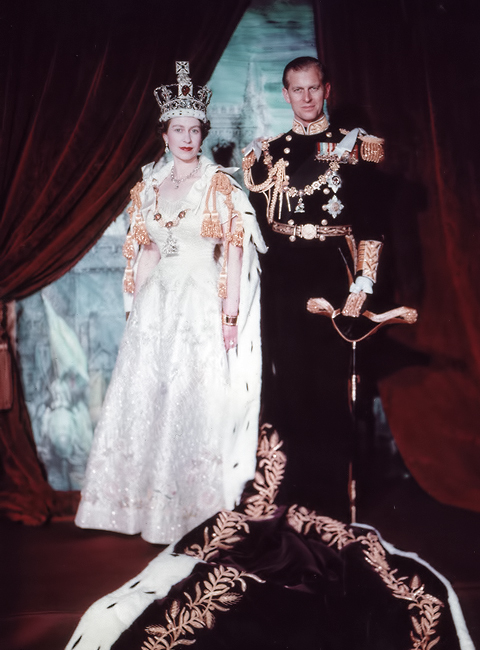
Elizabeth II após sua coroação em 1953.
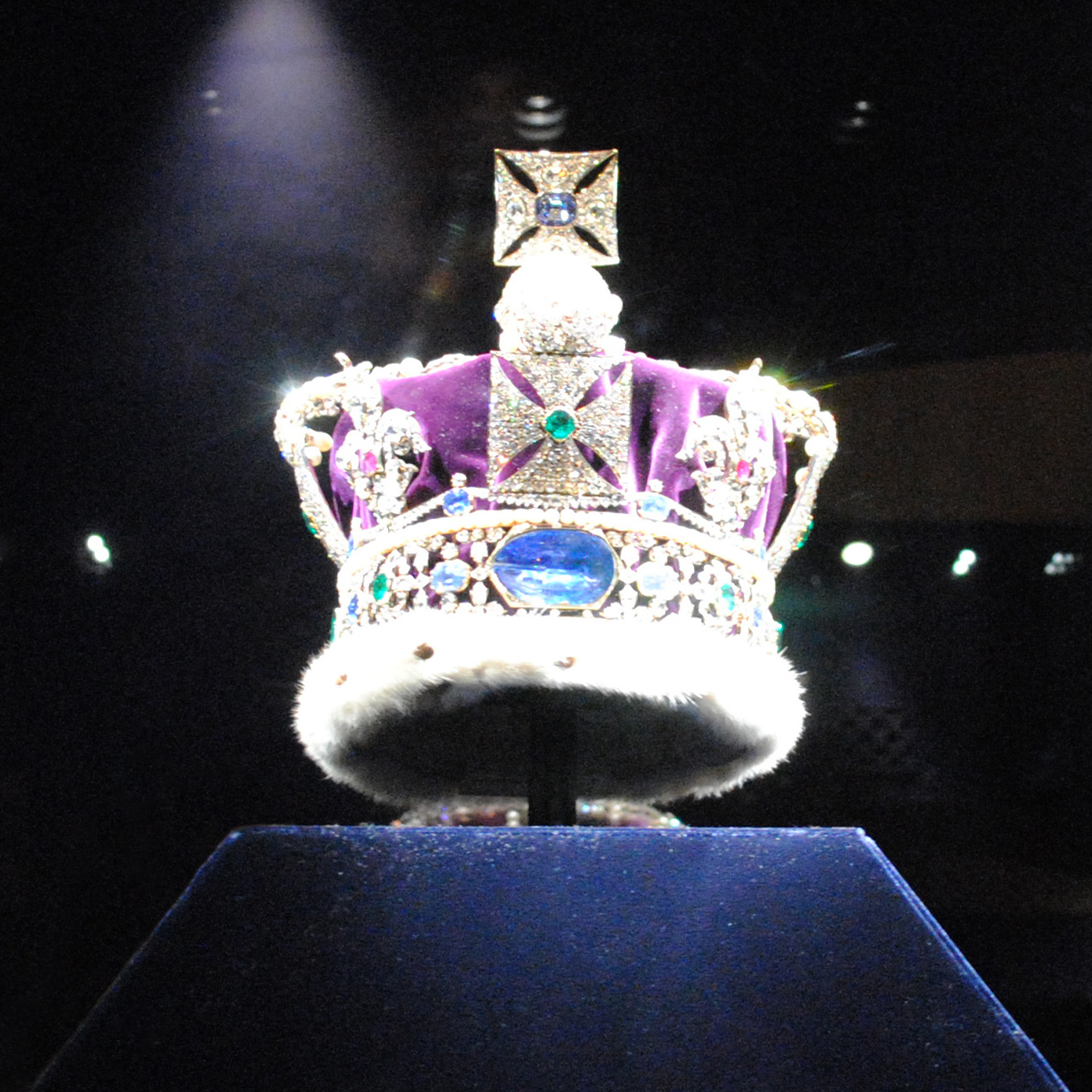
Traseira da Coroa Imperial de Estado em 2012. A Coroa se encontra hoje na Jewel House, Torre de Londres.

## Principais joias
- No interior do florão com forma de Cruz da parte central, leva um rubi, procedente de uma virgem do Monastério de Santa Maria a Real Najera (Espanha) e que foi levado a Inglaterra como botín de guerra do Eduardo, o Príncipe Negro após prestar ajuda ao Rei Pedro I de Castela nas suas guerras;
- No centro da Cruz  de diamantes sobre a esfera do mundo, também de diamantes, coloca-se a safira de Santo Eduardo e ;
- Abaixo do Rubi do Príncipe Eduardo há um diamante, conhecido como a segunda estrela da África, peça de 317.40 quilates, extraída do Diamante Cullinan.